# IP 등급
- IP = 국제 보호 (International Protection)
- 2 = 0부터 6 또는 X까지의 숫자
- 3 = 0부터 9 또는 X까지의 숫자
- C = (선택 사항) 문자 A, B, C 또는 D
- H = (선택 사항) 문자 H, M, S 또는 W

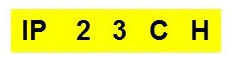
IP 등급의 예시. 왼쪽에서 오른쪽으로:
- IP = 국제 보호 (International Protection)
- 2 = 0부터 6 또는 X까지의 숫자
- 3 = 0부터 9 또는 X까지의 숫자
- C = (선택 사항) 문자 A, B, C 또는 D
- H = (선택 사항) 문자 H, M, S 또는 W

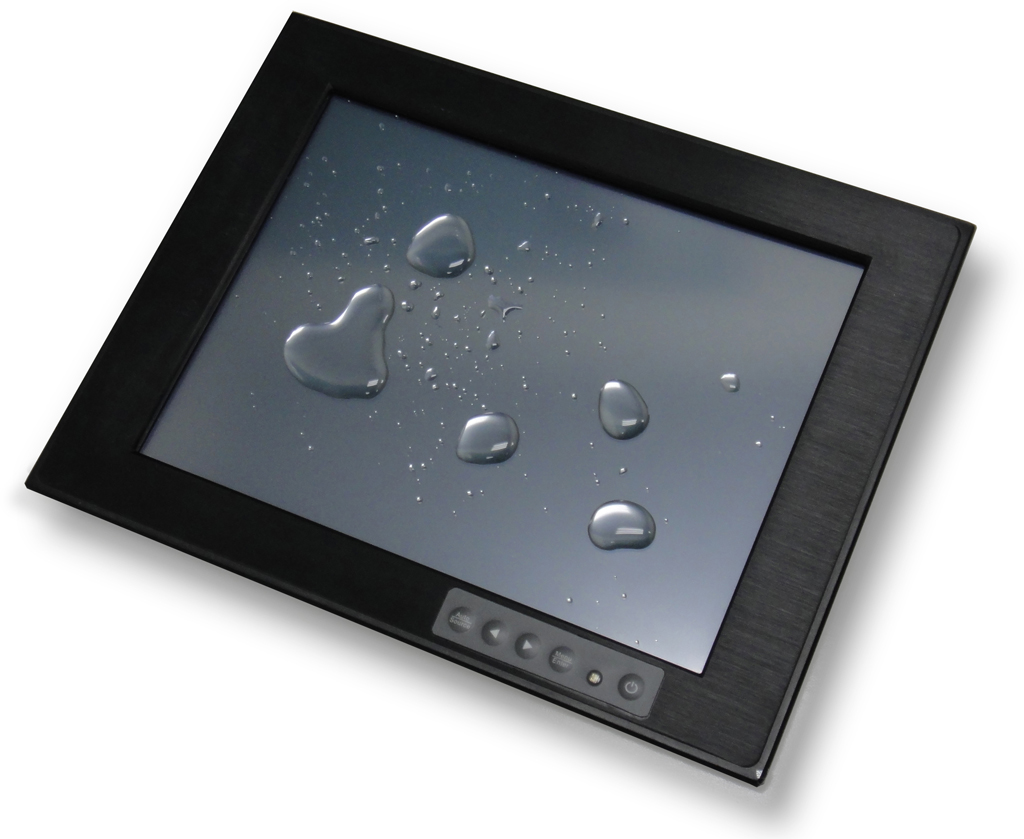
IP65 터치스크린 디스플레이

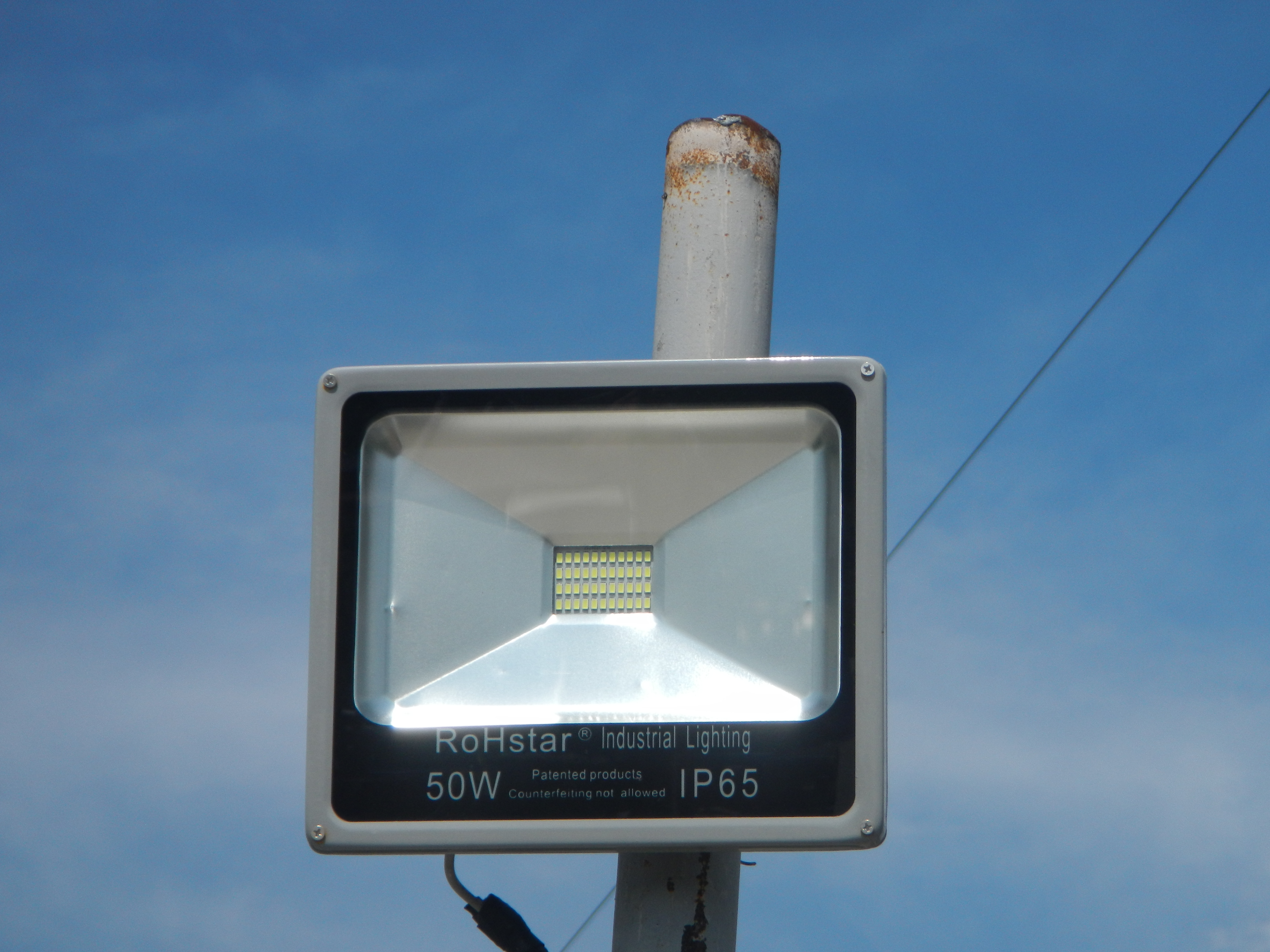
IP65 LED 램프

IP 등급, IP 코드(IP Code), 국제 보호 등급(International Protection Marking), IEC 표준 60529, 방진방수 등급, 방수방진 등급, 인그레스 보호 등급(Ingress Protection Marking)은 장치가 물과 먼지로부터 얼마나 잘 보호되는지를 나타낸다. 이 코드는 국제전기기술위원회(IEC)에서 국제 표준 IEC 60529에 따라 정의되며, 이는 기계적 외함 및 전기함이 침투, 먼지, 우발적 접촉 및 방수에 대해 제공하는 보호 정도를 분류하고 지침을 제공한다. 유럽 연합에서는 유럽 전기 기술 표준화 위원회(CENELEC)에서 EN 60529로 발행된다.
이 표준은 방수와 같은 모호한 마케팅 용어보다 사용자에게 더 자세한 정보를 제공하는 것을 목표로 한다. 예를 들어, IP67 등급의 휴대폰은 "먼지 방지" 기능이 있으며 "1미터 깊이의 민물에 최대 30분 동안 잠길 수 있다". 유사하게, IP22 등급의 전기 소켓은 손가락 삽입으로부터 보호되며, 수직 또는 거의 수직으로 떨어지는 물에 노출되는 특정 시험 중에도 안전하지 않게 되지 않는다. IP22 또는 IP2X는 실내용 전기 액세서리 설계에 대한 일반적인 최소 요구 사항이다.
숫자는 아래 표에 요약된 조건과의 적합성을 나타낸다. 보호 기능이 제공되지 않을 때는 숫자 0이 사용된다. 보호 수준을 할당하기에 데이터가 불충분할 경우 숫자는 문자 X로 대체된다. 장치의 기능이 저하될 수는 있지만, 안전하지 않게 되지는 않는다.
표준 IP 등급에는 하이픈이 없다. 따라서 IPX-8 (예시)은 유효하지 않은 IP 등급이다.

## 어원
1976년의 IEC 60529 원본 표준에서는 IP 글자가 설명 없이 사용되었고 "특성 문자"로 언급되었다. 1989년과 1999년의 다음 표준 개정판에서는 IP가 프랑스어와 영어 페이지 모두에서 "국제 보호"를 의미한다고 설명되어 있다. IEC의 핀란드 국가 위원회에 따르면, 이 약어는 영어 단어 'ingress'와 프랑스어 단어 'pénétration' (침투를 의미)의 조합일 가능성이 있지만, 정확한 답을 찾기 위해서는 1970년대 표준화에 대한 역사적 연구가 필요하며, 원본 표준을 준비한 전문가들이 은퇴하거나 사망했을 가능성이 높기 때문에 어렵다고 한다.

## 코드 분석
이 표는 IP 등급의 각 숫자 또는 부분이 무엇을 나타내는지 보여준다.
| 코드 문자   | 첫 번째        | 두 번째        | 세 번째            | 추가      | 보조      |
| 코드 문자   | 고체 입자 보호 | 액체 침투 보호 | 기계적 충격 저항   | 기타 보호 | 기타 보호 |
| ----------- | -------------- | -------------- | ------------------ | --------- | --------- |
| IP          | 0–6 또는 X     | 0–9 또는 X     | 0–9                | 문자      | 문자      |
| 정의에 따라 | 필수           | 필수           | 더 이상 사용 안 함 | 선택 사항 | 선택 사항 |

### 첫 번째 숫자: 고체 입자 보호
첫 번째 숫자는 외함이 위험한 부품(예: 전기 도체, 움직이는 부품)에 대한 접근과 고체 이물질의 침투에 대해 제공하는 보호 수준을 나타낸다.
| 수준 크기 | 유효한 대상       | 설명 |
| --------- | ----------------- | --- |
| X         | 알 수 없음        | X는 이 기준에 대한 보호 등급을 지정할 수 있는 데이터가 없음을 의미한다.                                                |
| 0         | —                 | 접촉 및 물체 침투에 대한 보호 없음                                                                                     |
| 1         | > 50 mm 2.0 in    | 손등과 같은 신체의 큰 표면으로부터 보호하지만, 신체 부위와의 의도적인 접촉에 대한 보호는 없다.                         |
| 2         | > 12.5 mm 0.49 in | 손가락 또는 유사한 물체                                                                                                |
| 3         | > 2.5 mm 0.098 in | 도구, 두꺼운 전선 등                                                                                                   |
| 4         | > 1 mm 0.039 in   | 대부분의 전선, 가는 나사, 큰 개미 등                                                                                   |
| 5         | 먼지 방지         | 먼지 유입이 완전히 방지되지는 않지만, 장비의 안전한 작동을 방해할 정도로 충분한 양이 유입되어서는 안 된다.             |
| 6         | 방진              | 먼지 유입이 없음; 접촉에 대한 완전한 보호 (방진). 진공을 적용해야 한다. 공기 흐름을 기반으로 최대 8시간의 테스트 시간. |

### 두 번째 숫자: 액체 침투 보호
두 번째 숫자는 외함이 유해한 물의 침투에 대해 제공하는 보호 수준을 나타낸다.
물의 침투 등급은 IPX6 이상에서는 누적되지 않는다. IPX7(물 침수 포함)에 적합한 장치가 반드시 IPX5 또는 IPX6(물 분사 노출 포함)에 적합한 것은 아니다. 두 가지 테스트를 모두 충족하는 장치는 슬래시로 구분하여 두 테스트를 모두 나열하여 표시한다(예: IPX5/IPX7).
| 수준 | 보호 대상                         | 유효한 대상 | 상세 정보 |
| ---- | --------------------------------- | --- | --- |
| X    | 알 수 없음                        | — | X는 이 기준에 대한 보호 등급을 지정할 수 있는 데이터가 없음을 의미한다. |
| 0    | 없음                              | — | 물 침투에 대한 보호 없음 |
| 1    | 낙하수                            | 수직으로 떨어지는 물방울은 턴테이블에 똑바로 장착되고 1 RPM으로 회전할 때 시료에 유해한 영향을 미 미치지 않아야 한다. | 테스트 시간: 10분 분당 1 mm (0.039 in) 강우량에 해당하는 물 |
| 2    | 15° 기울어진 상태에서 낙하수      | 수직으로 떨어지는 물은 외함이 정상 위치에서 15° 각도로 기울어진 상태일 때 유해한 영향을 미치지 않아야 한다. 총 네 가지 위치가 두 축 내에서 테스트된다. | 테스트 시간: 각 기울기 방향당 2.5분 (총 10분) 분당 3 mm (0.12 in) 강우량에 해당하는 물 |
| 3    | 분사수                            | 수직에서 최대 60° 각도로 분사되는 물은 다음에 따라 유해한 영향을 미치지 않아야 한다. a) 진동 고정 장치, 또는 b) 평형 실드가 있는 스프레이 노즐. 테스트 a)는 5분 동안 수행된 다음, 두 번째 5분 테스트를 위해 시료를 수평으로 90° 회전하여 반복된다. 테스트 b)는 (실드 장착 상태에서) 최소 5분 동안 수행된다.                                                                                      | 스프레이 노즐의 경우: 테스트 시간: 평방 미터당 1분, 최소 5분 물량: 10 리터 매 분 (0.037 impgal/s) 압력: 50–150 kPa (7.3–21.8 psi) 진동 튜브의 경우: 테스트 시간: 10분 물량: 구멍당 0.07 리터 매 분 (0.00026 impgal/s)       |
| 4    | 물 튀김                           | 모든 방향에서 외함에 튀는 물은 다음에 따라 유해한 영향을 미치지 않아야 한다. a) 진동 고정 장치, 또는 b) 실드 없는 스프레이 노즐. 테스트 a)는 10분 동안 수행된다. b)는 (실드 없이) 최소 5분 동안 수행된다. | 진동 튜브: 테스트 시간: 10분, 또는 스프레이 노즐 (IPX3 스프레이 노즐과 동일하며 실드 제거) |
| 5    | 물 분사                           | 노즐 (6.3 mm (0.25 in))에 의해 모든 방향에서 외함에 분사되는 물은 유해한 영향을 미치지 않아야 한다. | 테스트 시간: 평방 미터당 1분, 최소 3분 물량: 분당 12.5리터 압력: 3 미터 (9.8 ft) 거리에서 30 kPa (4.4 psi) |
| 6    | 강력한 물 분사                    | 강력한 물 분사 (12.5 mm (0.49 in) 노즐)에 의해 모든 방향에서 외함에 분사되는 물은 유해한 영향을 미치지 않아야 한다. | 테스트 시간: 평방 미터당 1분, 최소 3분 물량: 100 리터 매 분 (0.37 impgal/s) 압력: 3 미터 (9.8 ft) 거리에서 100 kPa (15 psi)                                                                                                 |
| 6K   | 압력이 증가된 강력한 물 분사      | 압력이 높은 상태에서 강력한 물 분사 (6.3 mm (0.25 in) 노즐)에 의해 모든 방향에서 외함에 분사되는 물은 유해한 영향을 미치지 않아야 한다. DIN 40050에 있으며 IEC 60529에는 없다. | 테스트 시간: 최소 3분 물량: 75 리터 매 분 (0.27 impgal/s) 압력: 3 미터 (9.8 ft) 거리에서 1,000 kPa (150 psi) |
| 7    | 1 미터 (3 ft 3 in) 깊이까지 침수  | 외함이 정의된 압력 및 시간 조건 (1 미터 (3 ft 3 in) 이하 침수)에서 물에 잠겼을 때 유해한 양의 물 침투는 불가능해야 한다. | 테스트 시간: 30분. 외함의 가장 낮은 지점이 물 표면 아래 1,000 mm (39 in)에 있거나, 가장 높은 지점이 물 표면 아래 150 mm (5.9 in)에 있는 경우, 둘 중 더 깊은 곳에서 테스트한다.                                              |
| 8    | 1 미터 (3 ft 3 in) 이상 깊이 침수 | 제조사가 명시한 조건에서 장비가 물에 계속 잠겨 있을 수 있다. 그러나 특정 유형의 장비에서는 물이 들어갈 수 있지만 유해한 영향을 미치지 않는 정도여야 함을 의미할 수 있다. 테스트 깊이와 시간은 IPx7 요구 사항보다 길어야 하며, 침수 전에 온도 순환과 같은 다른 환경 효과가 추가될 수 있다. | 테스트 시간: 제조사와 합의 제조사가 지정한 깊이, 일반적으로 최대 3 미터 (9.8 ft) |
| 9    | 강력한 고온 물 분사               | 근거리 고압, 고온 분사 세척으로부터 보호된다. 작은 시료는 4가지 특정 각도에서 턴테이블 위에서 천천히 회전한다. 큰 시료는 사용 시 의도된 위치에 장착되며, 턴테이블이 필요 없으며, 0.15–0.2 미터 (5.9 in–7.9 in) 거리에서 최소 3분 동안 자유로운 손으로 테스트된다. 테스트 노즐에 대한 특정 요구 사항은 IEC (또는 EN) 60529의 그림 7, 8, 9에 나와 있다. 이 테스트는 IEC 60529에서 IPx9로 식별된다. | 테스트 시간: 고정 장치: 각 4개 각도에서 30초 (총 2분), 자유로운 손: 1분/m2, 최소 3분 물량: 14–16 리터 매 분 (0.051–0.059 impgal/s) 압력: 0.10–0.15 미터 (3.9 in–5.9 in) 거리에서 8–10 MPa (80–100 bar) 수온: 80 °C (176 °F) |

("K" 문자가 있는 모든 테스트는 ISO 20653 (DIN 40050-9 대체)에 의해 정의되며, IPx9를 제외하고 IEC 60529에는 없다. IPx9는 IP69K 물 테스트와 동일하다.)

### 추가 문자 (선택 사항)
장비의 특정 보호를 위해:
| 문자 | 의미                |
| ---- | ------------------- |
| G    | 내유성              |
| F    | 내유성              |
| H    | 고전압 장치         |
| M    | 물 테스트 중 움직임 |
| S    | 물 테스트 중 정지   |
| W    | 기상 조건           |

문자 K는 ISO 20653 (DIN 40050-9 대체)에 명시되어 있으며 IEC 60529에는 없다.

## IPx9K 및 IPx9
DIN 40050-9는 고압, 고온 세척 적용을 위한 IP69K 등급으로 새로운 IEC 60529 등급 시스템을 확장했다. ISO 20653:2013을 준수하는 외함은 방진(IP6X)이어야 하며 고압 및 증기 세척을 견딜 수 있어야 한다.
IPx9K 표준은 원래 도로 차량, 특히 정기적이고 집중적인 세척이 필요한 차량 (덤프 트럭, 콘크리트 믹서 등)을 위해 개발되었지만, 식품 가공 기계 및 세차장 시스템과 같은 다른 분야에서도 사용된다. 이 표준은 ISO 20653:2013 도로 차량-보호 등급 (IP 등급)으로 대체되었으며, IEC 60529에 레벨 9 물 침투 테스트를 추가하여 보완되었다. 이 테스트는 IPx9K와 본질적으로 동일한 분사 테스트를 포함하며, 표준의 그림 10에는 정확한 수압을 확인하기 위해 설계된 테스트 장치의 도면도 포함되어 있다.

### 테스트 설정
이 테스트는 80 °C (176 °F) 물을 8–10 메가파스칼 (80–100 bar; 1,200–1,500 psi) 압력과 14–16 litres per minute (3.7–4.2 US gal/min)의 유량으로 공급하는 분사 노즐을 명시한다. 노즐은 테스트 대상 장치에서 10–15cm 떨어진 곳에서 0°, 30°, 60°, 90° 각도로 각각 30초 동안 유지된다. 테스트 장치는 12초마다 한 번씩 회전하는 턴테이블(5 rpm) 위에 놓인다. IPx9 사양은 턴테이블에 맞지 않는 대형 시료를 테스트하기 위한 자유로운 손 방법을 자세히 설명한다 (위 표 참조). 자유로운 손 방법은 또한 최소 1분 추가 분사 시간(1분/m2, 최소 3분)을 요구한다. 테스트 거리도 0.175m(섹션 14.2.9에 따라 0.15–0.2m)로 증가한다.

## 미국 (NEMA 등급)
미국에서는 전국 전기 제조업체 협회가 NEMA 표준 번호 250에서 NEMA 외함 유형을 정의한다. 다음 표는 각 NEMA 지침이 충족하는 IEC 60529 IP 등급을 요약한 것이다. 두 표준 간의 등급은 직접적으로 동일하지 않다. NEMA 등급은 IP 등급에서 다루지 않는 추가 제품 기능 및 테스트(예: 결빙 조건에서의 기능, 위험 지역용 외함, 케이블 연결용 녹아웃 등)를 요구한다.
| NEMA 외함      | IP 등급          |
| -------------- | ---------------- |
| 1              | IP20             |
| 2              | IP22             |
| 3, 3X, 3S, 3SX | IP55             |
| 3R, 3RX        | IP24             |
| 4, 4X          | IP44, IP66, IP65 |
| 5              | IP53             |
| 6              | IP67             |
| 6P             | IP68             |
| 12, 12K, 13    | IP54             |

## 같이 보기
- MIL-STD-810